# Smilax glauca
Smilax glauca es una especie de planta trepadora perteneciente a la familia  Smilacaceae, es originaria de Norteamérica. 

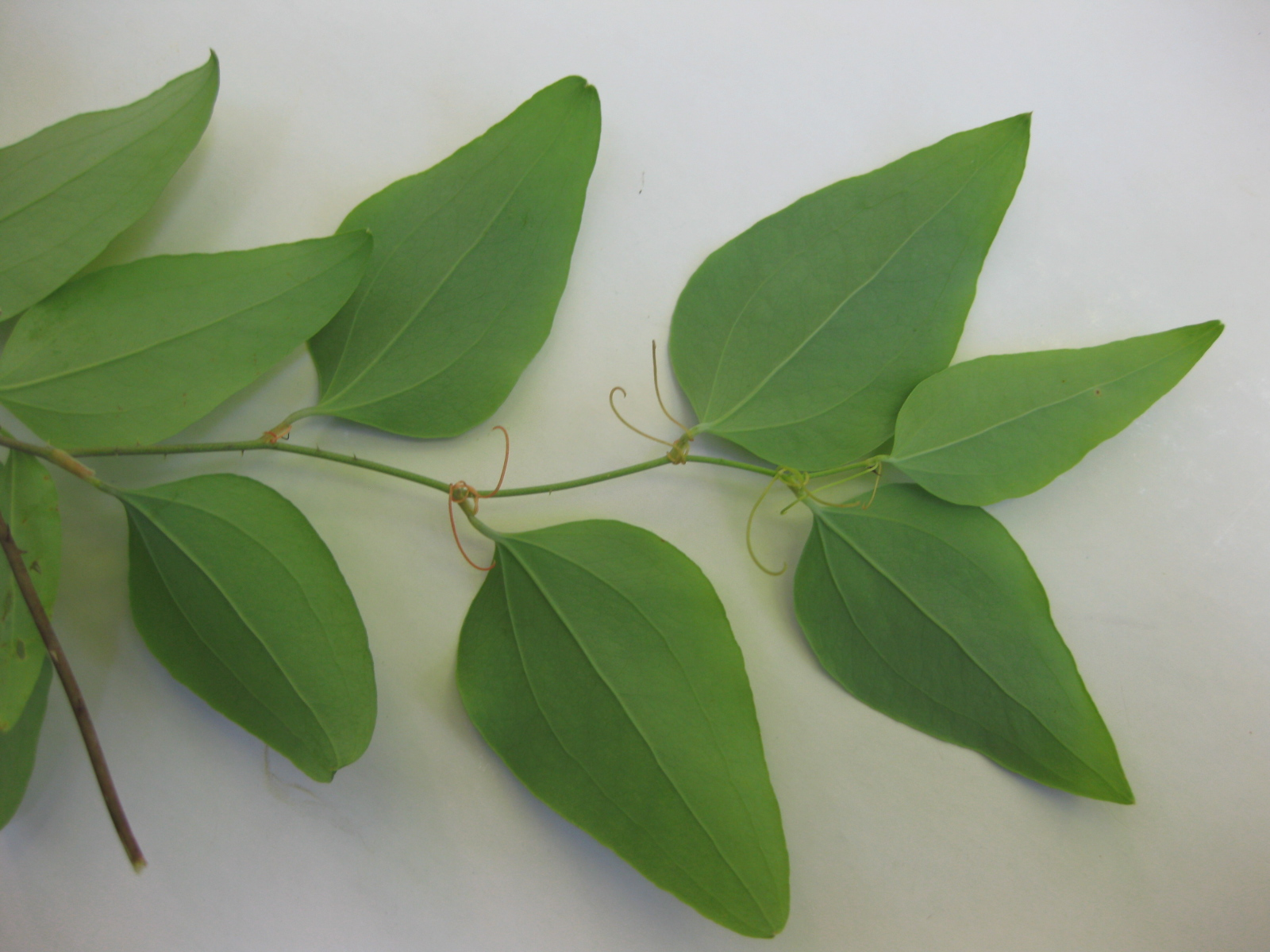
Hojas

## Descripción
Es una enredadera leñosa con rizomas tuberosos, o espinosos, lineales. Los tallos son perennes, la ramificación de color verde, con frecuencia moteada, cilíndricas, alcanzando un tamaño de 5 + m de longitud. Las hojas de color verde son caducas y semi perennes, ± uniformemente dispuestas; con pecíolo de 0.5-1.5 cm,  el haz con frecuencia moteado y de color plateado grisáceo el envés, son ampliamente ovadas, elípticas a reniformes, con 3 (o 5) venas visibles, base truncada, subcordada, o atenuada, los márgenes enteros, el ápice redondeado, disminuyendo, o corto acuminado. Las inflorescencias en forma de umbelas axilares con pocas a muchas  flores, con el perianto amarillo a bronce. Los fruto son bayas de color azul a negro, subglobosas, de 8-10 mm, de color negro brillante en la madurez, glaucos.

## Distribución y hábitat
Se encuentra en el bosque seco a húmedo, en matorrales, setos, bordes de carreteras, a una altitud de 0 - 800 metros, en Alabama, Arkansas, Connecticut, Delaware, Florida, Georgia, Illinois, Indiana, Kentucky, Luisiana, Maryland, Misisipi, Misuri, Nueva Jersey, Nueva York, Carolina del Norte, Ohio, Oklahoma, Pensilvania, Carolina del Sur, Tennessee, Texas y Virginia.

## Usos
Los tallos y las hojas se han utilizado para hacer un té que alivia los problemas estomacales. La raíz de Smilax glauca se puede hervir y convertir en un alimento gelatinoso; la raíz también se puede secar y convertir en polvo.
Hay algunos usos medicinales para Smilax glauca. Las espinas del tallo se han frotado sobre la piel para actuar como contrairritante para aliviar el dolor y los calambres musculares.

## Taxonomía
Smilax glauca fue descrita por Thomas Walter y publicado en Flora Caroliniana, secundum... 245, en el año 1788.
Etimología
Smilax: nombre genérico que recibe su nombre del mito griego de Crocus y la ninfa Smilax. Aunque este mito tiene numerosas formas, siempre gira en torno al amor frustrado y trágico de un hombre mortal que es convertido en una flor, y una ninfa del bosque que se transforma en una parra.
glauca: epíteto latíno que significa "de color verde azulado".
Citología
El número cromosomático es de: 2n = 28, 32.
Sinonimia
- Smilax discolor Schltdl.
- Smilax glauca var. discolor (Schltdl.) C.V.Morton
- Smilax glauca var. leurophylla S.F.Blake
- Smilax sarsaparilla L.
- Smilax spinulosa Sm.[4]

## Nombres comunes
- zarzaparrilla de Honduras, zarzaparrilla de Orizaba.[5]